# 七星岗 (重庆市)
七星岗位于中国重庆主城区渝中区中山一路附近，七星岗附近有重庆古城门通远门，大韩民国临时政府于1937年－1945年间在莲花池38号办公。现有“大韩民国临时政府旧址”供参观。

## 交通
- 七星岗站